# María Sabater Gerli
María Sabater Gerli (Milán, 1871 - Palma de Mallorca, 9 de julio de 1942) fue una pianista y compositora española.

## Biografía
Nació en Milán. Al año de su nacimiento falleció su madre y se trasladan a Palma de Mallorca para vivir en casa de la abuela paterna. María Sabater recibió una educación muy cuidada, incluso bastante superior para las niñas de su época. Estudió en el colegio de Rosa Cursach, del cual salió a la edad de 24 años para casarse con el pintor Francisco Rosselló Miralles. De este matrimonio nacieron siete hijos.
Durante toda su adolescencia estudió música. A la edad de 15 años compuso Patria (Pàtria), canción que años más tarde fue muy popular y fue interpretada en numerosos festivales. Muchos mallorquines la sienten como su verdadero himno frente al oficial de "La balanguera". También musicó poemas de Miguel Costa y Llobera y de Josep Lluís Pons i Gallarza.
Durante su vida de casada vivió en Ca'n Rosselló, lugar que se convirtió en punto de reunión de numerosos intelectuales. Se convirtió en una gran concertista de piano, pero, a pesar de su genialidad musical, la producción musical es muy escasa.
Falleció en Palma de Mallorca en 1942 a la edad de 71 años.

## Obra
- Pàtria (1886).

- A la beata Catalina Tomàs (1899).

- La flor.

- Es Taronjers de Sòller (1927).